# Ligyra dammermani
Ligyra dammermani är en tvåvingeart som beskrevs av Neal L. Evenhuis och Junichi Yukawa 1986. Ligyra dammermani ingår i släktet Ligyra och familjen svävflugor. Inga underarter finns listade i Catalogue of Life.